# Heraclides César de Souza Araújo
Heráclides César de Souza Araújo (Imbituva, Paraná, 24 de junho de 1886 – Rio de Janeiro, 10 de agosto de 1962) foi um médico brasileiro, conhecido por suas pesquisas sobre o controle e tratamento da lepra. Trabalhou no Expert Panel on Leprosy da Organização Mundial da Saúde e no conselho da International Leprosy Association, tendo recebido honras nacionais em reconhecimento a seu trabalho.

## Biografia
Souza Araújo nasceu em Imbituva,no Paraná, em 1886, sendo filho de Júlio Cesar de Souza Araújo e de Manoela Alves.
Graduado pela Escola de Farmácia de Ouro Preto em Minas Gerais, em seguida estudou na Faculdade de Medicina do Rio de Janeiro, graduando-se em 1915. Ainda quando estudante completou o Curso de Applicação oferecido pelo Instituto Oswaldo Cruz (IOC) em 1913. Obteve um doutorado no IOC, com a tese Estudo sobre o granuloma venéreo. Sua formação foi concluída com cursos em Saúde Pública na Universidade Johns Hopkins nos Estados Unidos em 1926, e em Dermatologia na London School of Dermatology entre 1930 e 1931.
Depois da pós-graduação permaneceu afiliado ao Instituto Oswaldo Cruz e começou a concentrar-se sobre a árae ad leprologia. Durante a década de 1920 serviu como chefe do Serviço Sanitário Rural do Pará, abrindo o leprosário Lazarópolis do Prata em 24 de junho de 1924. Escreveu depois uma monografia sobre este leprosário.
O leprósario de Marituba fez parte de um Plano Nacional de Profilaxia da Lepra, elaborado por Souza Araujo, sob presidente Getúlio Vargas. O leprosário tinha como missão isolar os doentes compulsóriamente e educar os doentes. Ele foi uma instituição total. Na época não havia medicamento de combate à doença. Se justificava a compulsoriedade e a desalienação parental de filhos de doentes com o fim da luta contra a hanseniase, recorrendo-se também a discursos eugenistas.
Como pesquisador do IOC publicou cerca de 210 trabalhos científicos e dirigiu o Laboratório de Leprologia de 1927 to 1956. Também editou o periódico Memórias do Instituto Oswaldo Cruz durante o mesmo período. Foi diretor da Seção de Bacteriologia e da Divisão de Microbiologia e Imunologia de 1946 a 1956, e professor do curso de aplicação de 1928 a 1956.
Como pesquisador reconhecido internacionalmente teve um papel importante na criação da International Society of Leprology, onde teve o cargo de vice-presidente de 1932 a 1956.
Dedicou-se a pesquisas sobre o controle e tratamento da hanseníase, desempenhando papel fundamental tanto como formulador de políticas quanto como crítico das políticas e iniciativas públicas na área. Visitou as principais instituições envolvidas no estudo e combate à doença, no Brasil e no exterior. Foi nomeado Cavaleiro-Comandante da Ordem de São Lázaro em 1936 e foi membro do Painel de Especialistas da OMS em Lepra.
Se aposentou em 1956 e continuou trabalhando no IOC até sua morte em 1962. Em 1960 o governo brasileiro concedeu-lhe a Ordem do Mérito Médico em reconhecimento ao seu trabalho notável. Foi Conselheiro da Associação Internacional de Hanseníase e patrono do Centro de Estudos da Hanseníase da Universidade do Paraná, para o qual doou seu acervo pessoal de livros sobre hanseníase.
Em 1927 foi eleito membro da Academia Nacional de Medicina, ocupando a Cadeira 60, que tem Nuno Ferreira de Andrade como patrono.

## Publicações
- A História da Lepra no Brasil: Volume I, 1946. Imprensa Nacional, Rio de Janeiro.
- A História da Lepra no Brasil: Volume II, 1948. Imprensa Nacional, Rio de Janeiro.
- A História da Lepra no Brasil: Volume III. Imprensa Nacional, Rio de Janeiro.
- A Lepra em 40 Países, 1929. Instituto Oswaldo Cruz, Rio de Janeiro.
- Lazaropolis do Prata. A primeira colonia agricola de leprosos fundada no Brasil. Monografia. Belem, 1924.
- 'Contribuição á epidemiologia e prophylaxia da lepra no norte do Brasil'. Mem. Inst. Osw. Cruz, 1933:27 (3)
- 'A lepra e as organizações anti-leprosas do Brasil em 1936: 2.- Estado do Pará - Organizações anti-leprosas: Lazaropolis do Prata'. Mem. Inst. Osw. Cruz, 1937:32 (1)
- 'The Leprosy Problem in Brazil'. The American Journal of Tropical Medicine, 1925:5 (3)
- International Journal of Leprosy, Centennial Festskrift edition, Vol 41, No 2. 1973.